# 韩国—赤道几内亚关系
韩国－赤道几内亚关系是指大韓民國和非洲国家赤道几内亚共和国之間的双边關係。

## 政治交流
1968年，赤道幾內亞從西班牙獨立，一年後與朝鲜民主主义人民共和国建立外交关系，而赤道幾內亞第一任總統弗朗西斯科·马西亚斯·恩圭马亦與包括北韩的共产主义国家维持着良好关系，因此赤道几内亚并未立即与大韓民國建交。
弗朗西斯科·马西亚斯·恩圭马被侄子特奥多罗·奥比昂·恩圭马·姆巴索戈推翻后，奥比昂出任总统，并开始改善与西方阵营诸国的关系，亦于1979年9月14日与大韓民國建交，此后两国关系友好发展。尽管如此，赤道几内亚也与北韩维持着良好的官方联系，是为数不多与南北两韩都维持着友好关系的国家之一。
2010年，赤道几内亚总统奥比昂首次访问了韩国，并得到了韩国总统李明博的接见。两国元首商讨了能源开发的合作方案。
2011年，赤道几内亚人民代表会议议长安赫尔·塞拉芬·塞里切·杜根在G20国会议长会议期间访问韩国，并得到了韩国国会议长朴熺太的接见。
2012年，大韓民國在马拉博设立驻赤道几内亚大使馆分馆，但大使仍由韩国驻加蓬大使兼任。

## 经济关系

### 经贸合作
2020年，韩、赤几双边贸易额达到1.506亿美元，其中韩国从赤道几内亚进口了1.462亿美元，主要为石油、天然气产品。

### 相互投资
韩国正在争取参与赤道几内亚新城市、港口、石油资源等开发投资的项目。

## 援助
2021年3月，韩国外交部决定援助赤道几内亚政府20万美元，以协助赤道几内亚政府应对2019冠状病毒病疫情。

## 侨民
2021年，有60名韩国人居住在赤道几内亚。而弗朗西斯科·马西亚斯·恩圭马曾经流亡北韩的女儿莫妮卡·马西埃也曾于1995年至2017年间定居于韩国。

## 協定
| 日期   | 簽署                                                                                       | 備註   |
| ------ | ------------------------------------------------------------------------------------------ | ------ |
| 2006年 | 《經濟發展合作基金貸款協議》                                                               | [ 12 ] |
| 2010年 | 《经济文化科技合作協定》                                                                   | [ 12 ] |
| 2013年 | 《大韓民國國土交通部與赤道幾內亞項目規劃和監測辦公室之間關於港口發展研究合作的諒解備忘錄》 | [ 12 ] |